# Mujer joven riendo con un medallón
Mujer joven riendo con un medallón es un óleo del pintor holandés Gerard van Honthorst, fechado en 1625, de 81,3 x 64,1 centímetros. Representa a una cortesana o prostituta que muestra un objeto erótico al espectador. El retrato está en la colección del Museo de Arte de San Luis.

## Contexto
En las principales ciudades holandesas del siglo XVII, especialmente en Ámsterdam, la prostitución aumentó enormemente en poco tiempo, provocada por un número cada vez mayor de marineros (al implantarse un comercio regular con las Indias Occidentales y Orientales), un excedente de mujeres y un gran flujo migratorio desde el sur de los Países Bajos como resultado de la Guerra de los Ochenta Años (1568 -1648). Numerosos artistas lo tomaron como tema. Las obras de Gerard van Honthorst, Hendrick ter Brugghen, Dirck van Baburen, Jacob Adriaensz. Backer, Abraham Snaphaen y Johannes Vermeer, entre otros, muestran que las prostitutas solían ser jóvenes, bellas y ricamente vestidas, con ceñidos corpiños y fina camisa blanca asomando en los bordes de un escote vertiginoso. Suelen llevar anillos de oro, collares de perlas y pendientes. Otra prenda que se usa con frecuencia es la diadema con una perla y plumas de colores vivos, como se ve en esta obra Mujer joven con medallón de Van Honthorst. Esas prendas de vestir y demás galas necesarias para subir de nivel y cobrar más caro el servicio que las pobres prostitutas callejeras comúnmente se alquilaban a una alcahueta y, a menudo, dejaban a las prostitutas endeudadas con ella debiendo entregarle buena parte de sus ganancias.

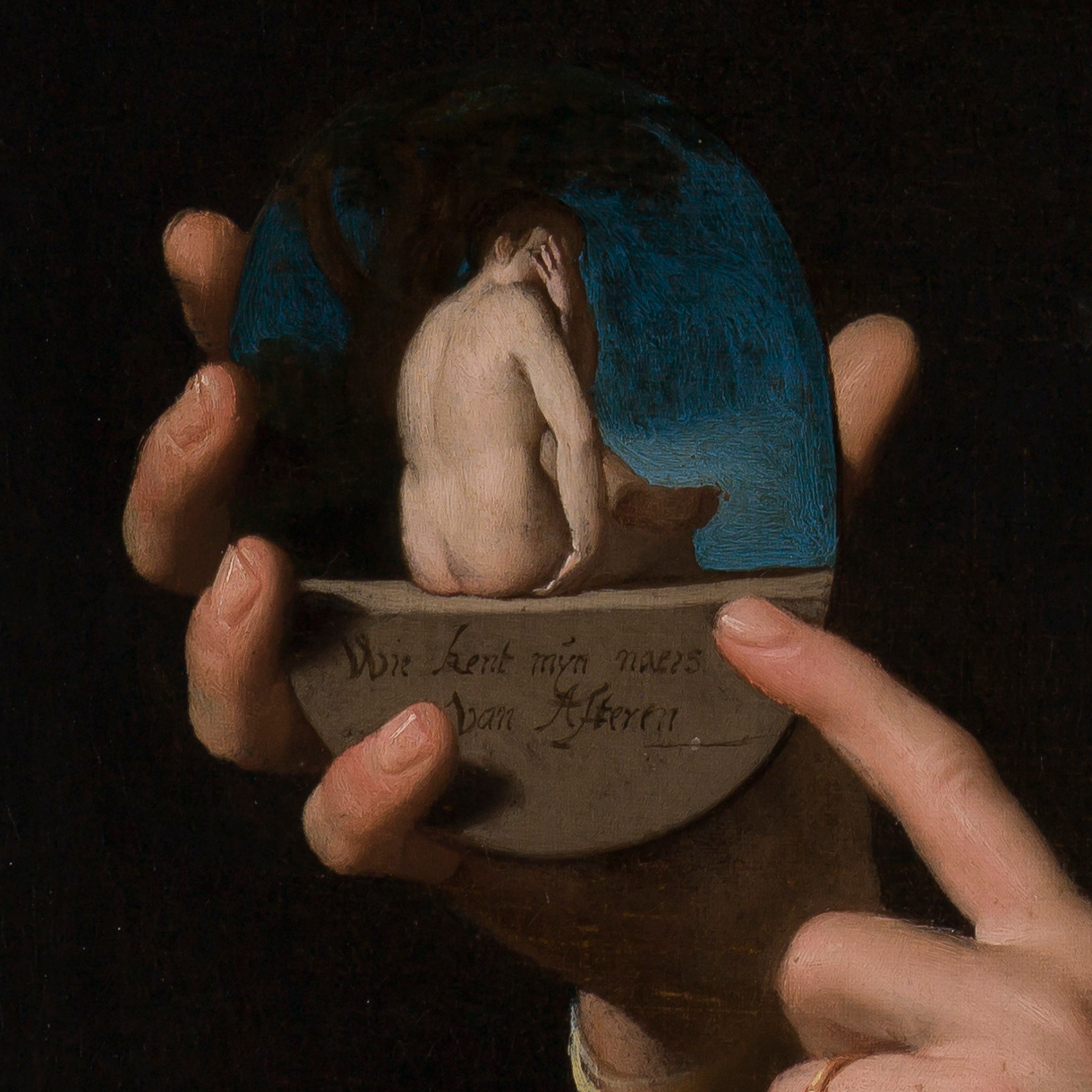
Detalle, el medallón.

## Medallón
Mujer joven riendo con un medallón muestra a media figura sobre fondo oscuro a una chica riendo alegremente, enseñando los dientes, algo que evitaría una dama verdadera, con el corpiño ceñido realzando exageradamente sus pechos que desbordan el amplio escote. Mirando al espectador, señala un medallón pintado que sujeta con la diestra. Este representa una figura femenina sentada desnuda junto a un árbol, medio de espaldas y tapando el rostro con una mano pero mirando al espectador a través de los dedos abiertos, lo que indica que algo puede pasarse por alto en el campo moral. Escrito en holandés debajo se lee: "¿Quién puede reconocer mi trasero por detrás?", una declaración asociable fácilmente con la fornicación. La joven es, pues, sin duda, una prostituta o una cortesana. En esa época, las mejores prostitutas solían hacerse retratar para mostrarse a los clientes de la casa para la que trabajaban. Para promocionarse, a menudo usaban medallones y similares con una inscripción obscena.

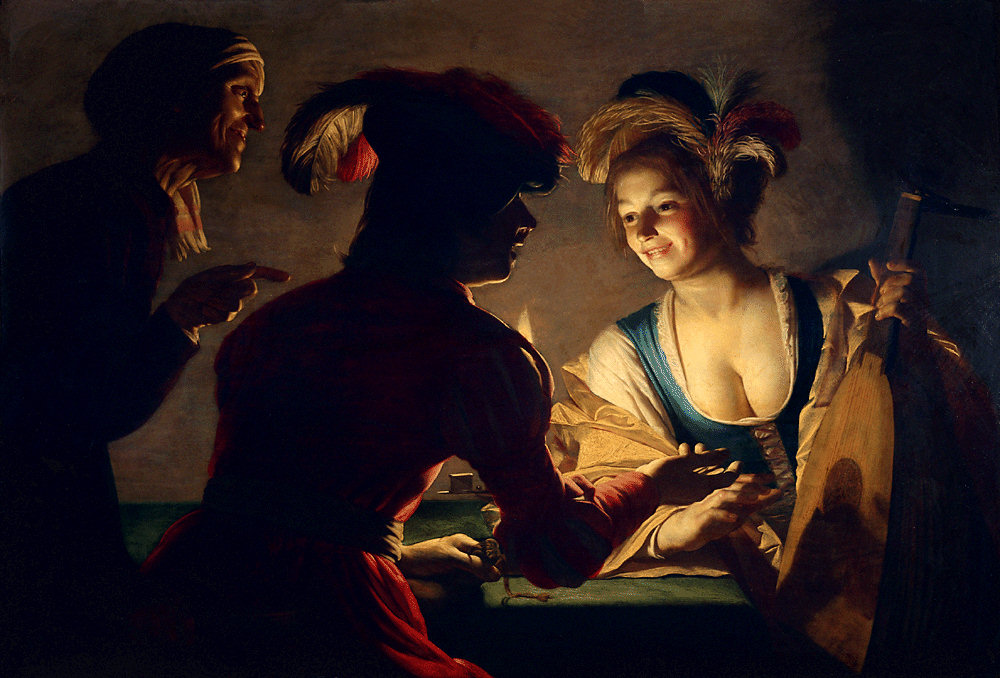
Van Honthorst, La alcahueta, también de 1625, con la misma modelo.

En este caso, el oficio de la joven no solo queda claro por su actitud y objeto que sostiene, sino que se vuelve a subrayar por el hecho de que la modelo, casi con la misma indumentaria, también se puede ver en La alcahueta, también pintada en 1625.

## Estilo
Van Honthorst pintó el retrato varios años después de regresar a Utrecht desde Italia en 1620. En cuanto al estilo, la influencia de Caravaggio se puede reconocer claramente en la pintura, particularmente en el uso del claroscuro. El rostro y el escote provocativo fuertemente iluminados de la mujer contrastan con un fondo completamente oscuro. A través de un uso extremadamente hábil de las sombras y una composición de color equilibrada, el artista crea ilusión de tridimensionalidad y presencia física. El efecto es muy realista, con una elegancia característica, sin crudeza. Como pintor, Van Honthorst se cuenta entre los caravaggistas de Utrecht, de los cuales esta pintura es un ejemplo típico.

## Historia
Mujer joven riendo con un medallón fue desconocida en el mundo del arte durante siglos y no pudo ser identificada hasta el año 1922, cuando apareció en el concesionario de arte londinense Colnaghi & Scott. A través de la colección de W. J. Davies y su heredera, la Sra. Greville Philips de Hereford, terminó subastada en Christie's en 1954. Allí fue adquirida por el Museo de Arte de San Luis, donde todavía se puede ver hoy.

## Otros

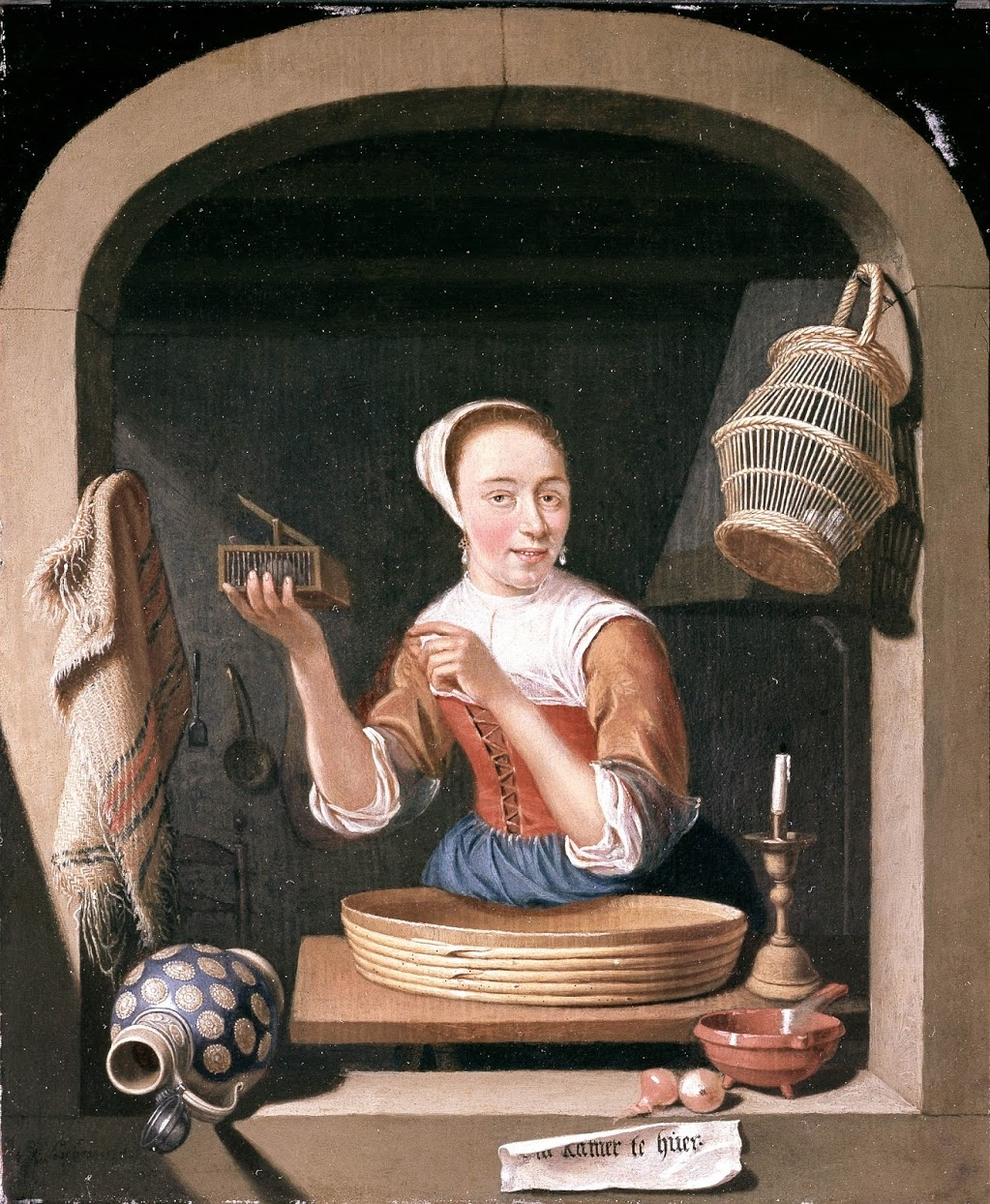
Joven con ratonera de Abraham Snaphaen, una joven con ropa hermosa, y varios elementos que pueden interpretarse como eróticos. La ratonera y la jaula para pájaros simbolizan el amor atrapado.
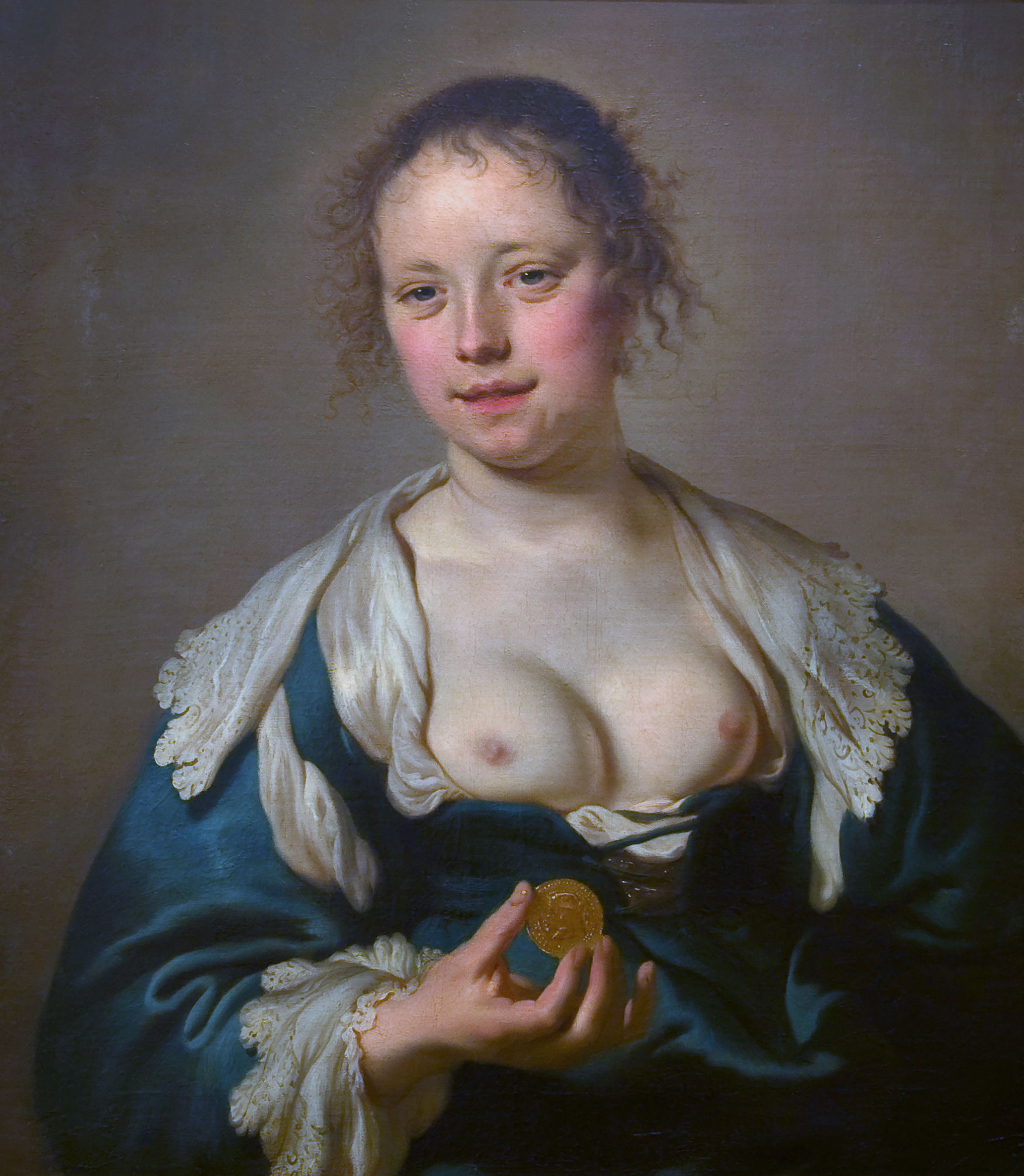
Cortesana con medallón, 1640, retrato similar de Jacob Adriaensz Backer. El medallón también puede entenderse aquí simplemente como una moneda, por el amor pagado.
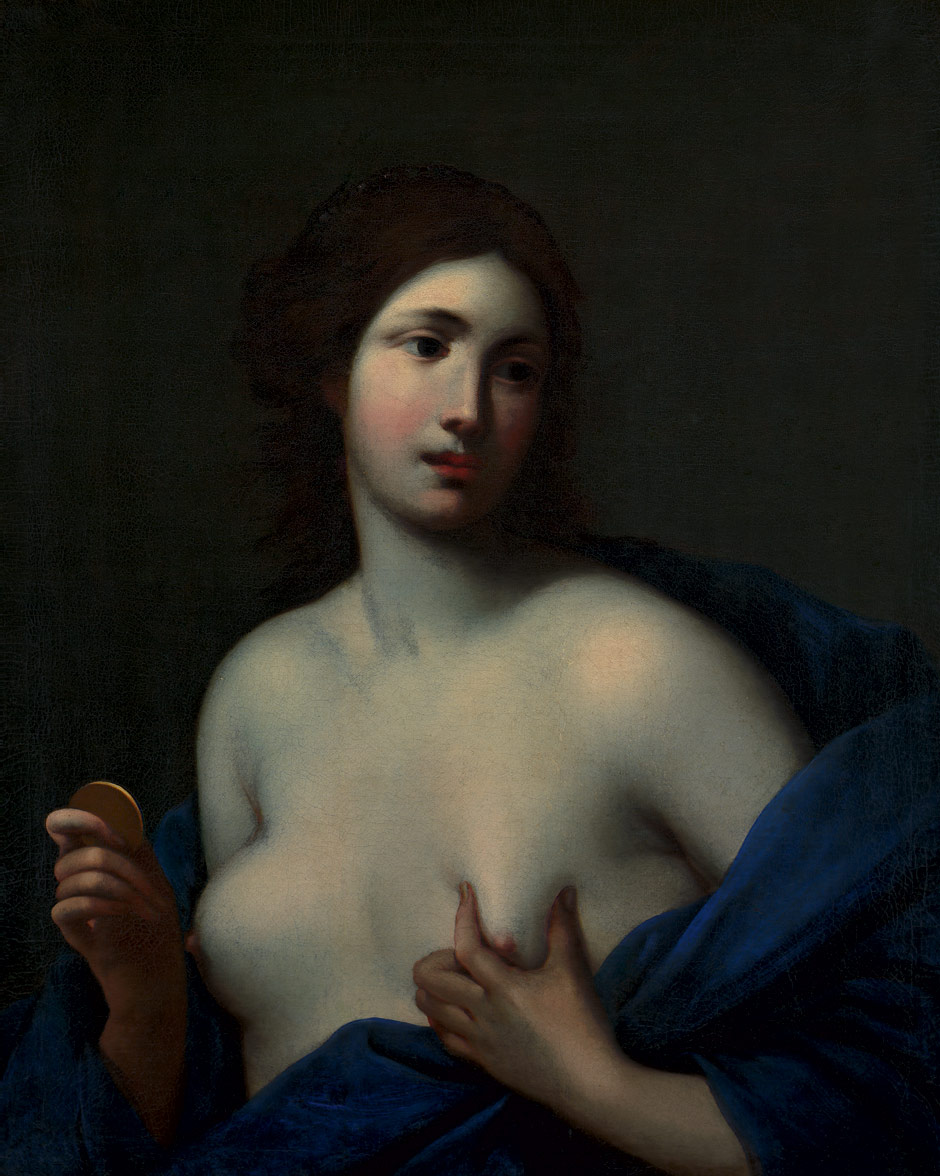
Retrato de una prostituta de un pintor italiano desconocido de alrededor de 1600, lo que puede indicar que la práctica de retratar a las prostitutas con una moneda o un medallón pudo haber sido traída a los Países Bajos por los caravaggistas.